# Richard Coote, 1. Earl of Bellomont
Richard Coote, 1. Earl of Bellomont (* 1636 oder 1655 in Irland; † 5. März 1701 (Julianischer Kalender) in New York City) war ein irischer Peer und Politiker, sowie Kolonialgouverneur der Province of Massachusetts Bay, der Province of New Hampshire und der Provinz New York.

## Leben
Das Geburtsjahr von Richard Coote wird in einigen Quellen mit 1636 und in anderen mit 1655 angegeben. Über seine Jugendjahre ist nicht viel bekannt. Er entstammte einer adligen Familie und erbte im Jahr 1683 beim Tod seines Vaters Richard Coote dessen Titel Baron Coote of Coloony. Im Jahr 1677 fiel er erstmals auf, als er einen Mann in einem Duell tötete. Coote unterstützte die Glorious Revolution von 1688. Er war ein Anhänger des neuen Königspaares  Wilhelm III. und Maria II. Als Belohnung für seine Loyalität wurde er zum Schatzmeister des Haushalts der Königin (Treasurer to the Queen) ernannt, dieses Amt bekleidete er von 1689 bis 1694, wurde 1689 zum Earl of Bellomont erhoben und erhielt umfangreiche Ländereien in Irland. Dieser Titel gehörte ebenso wie sein Baronstitel zur Peerage of Ireland und war mit einem Sitz im Oberhaus des Irischen Parlaments verbunden.
Zudem gehörte Coote von 1688 bis 1695 als Abgeordneter für Droitwich auch dem Unterhaus des Englischen Parlaments an. Dort setzte er sich erfolgreich für die Entschädigung für den Sohn von Jakob Leisler ein, der in Folge der Leisler-Rebellion 1691 in New York hingerichtet worden war. Der Sohn Leislers erhielt die beschlagnahmten Güter des Vaters in Amerika zurück. Ab 1698 wurde Coote zum Kolonialgouverneur gleich dreier amerikanischen Kolonien ernannt. Dieses Amt bekleidete er in den Provinzen New York, New Hampshire und Massachusetts fast zeitgleich. Dabei hielt er sich die meiste Zeit in New York auf. In New Hampshire verweilte er im Sommer 1699 für nur zwei Wochen. In New York musste er sich mit den immer noch spürbaren Folgen der Leisler Rebellion auseinandersetzten. Außerdem war die Piraterie in Amerika damals ein großes Problem. Cootes Vorgänger in der Provinz New York Benjamin Fletcher hatte den Piraten freie Hand gelassen und damit den Freibeutern goldene Zeiten beschert. Coote unterstützte zunächst auch den Piraten William Kidd, wandte sich dann aber gegen ihn. Er sorgte für Kidds Verhaftung und Auslieferung nach England, wo er verurteilt und gehängt wurde. In der Folge bekämpfte er die Piraterie. Ein anderes Problem Cootes war die Verhinderung einer Annäherung zwischen den Irokesen und den Franzosen, die dann gemeinsam gegen die englischen Stützpunkte in Neuengland hätten vorgehen können. In New Hampshire und Massachusetts gab es Spannungen mit den Abenaki, die Coote abzubauen versuchte. In allen drei Kolonien musste er sich zudem mit interner Opposition auseinandersetzen. Während Cootes Amtszeit in New York stieg außerdem die Verschuldung der Kolonie stark an. Dort hatte er im Zusammenhang mit seiner Handelspolitik die Kaufleute gegen sich aufgebracht. Zu seinen Gegnern gehörte auch der spätere kommissarische Kolonialgouverneur Rip Van Dam.

## Ehe und Nachkommen
Am 19. August 1680 heiratete er Catherine Nanfan (1665–1738). Mit ihr hatte er zwei Söhne:
- Nanfan Coote, 2. Earl of Bellomont (um 1681–1708);
- Richard Coote, 3. Earl of Bellomont (um 1683–1766).